# Малые Лепесы
Ма́лые Лепесы́ (бел. Малыя Лепясы) — деревня в Кобринском районе Брестской области Белоруссии. Входит в состав Буховичского сельсовета.
По данным на 1 января 2016 года население составило 23 человека в 14 домохозяйствах.

## География
Деревня расположена в 6 км к северо-востоку от города и станции Кобрин, в 50 км к востоку от Бреста, у автодороги Р2 Кобрин-Ивацевичи.
На 2012 год площадь населённого пункта составила 0,15 км² (15 га).

## История
Населённый пункт известен с 1890 года. В разное время население составляло:
- 1999 год: 15 хозяйств, 30 человек;
- 2005 год: 16 хозяйств, 28 человек;
- 2009 год: 17 человек;
- 2016 год[2]: 14 хозяйств, 23 человека;
- 2019 год[1]: 5 человек.